# Vladimir og Rosa
|  | Denne artikel er oprettet af botten PalnaBot ud fra en ekstern database. Den kan derfor have sproglige fejl eller mangler. Denne skabelon kan fjernes efter kontrol af indholdet. |

Vladimir og Rosa er en kortfilm fra 1985 instrueret af Vladimir Oravsky efter eget manuskript.

## Handling
Kærlighedshistorie om Vladimir, rockmusiker i et østland med drømme om det frie Vesten, og den danske pige Rosa. Rosa lover at hjælpe Vladimir ud af landet, og det lykkes efter en del forklædning og barokke sammenstød med østlandets magthavere.